# Бръснарницата
„Бръснарницата“ (на английски: Barbershop) е американска комедийна драма от 2002 г. на режисьора Тим Стори, по сценарий на Марк Браун, Дон Д. Скот и Маршъл Тод, по идея на Браун. Филмът е продуциран от Джордж Тилман младши, Робърт Тайтъл и Браун, и участват Айс Кюб, Антъни Андерсън, Шон Патрик Томас, Ийв, Трой Гарити, Майкъл Ийли, Леонардо Ърл Хоуз, Кийт Дейвид и Седрик Шоумена. Това е първият филм от филмовата поредица „Бръснарницата“ и е пуснат на 13 септември 2002 г. от „Метро-Голдуин-Майер“.
Продължението – „Бръснарницата 2: Отново в бизнеса“ е пуснат на 6 февруари 2004 г., с оригиналния актьорски състав без режисьора Стори, и третият филм – „Бръснарницата 3: Следващо клъцване“ е пуснат на 15 април 2016 г. и е режисиран от Малкълм Д. Лий.